# あの・・こっからが楽しんですケド。
『あの・・こっからが楽しんですケド。』（あの こっからがたのしんですケド）は、2016年4月27日にソニー・ミュージックレコーズから発売された、遊助の6枚目のオリジナルアルバム。

## 解説
5枚目のアルバム『あの・・旅の途中なんですケド。』から約2年ぶりのアルバムとなる（同年にベスト・アルバム『遊情BEST』は発売されている）。
2014年6月18日に発売の「Sunshine/メガV」（両A面シングルだが「メガV」は未収録）から2015年7月1日発売の「サヨナラマタナ」までのシングルが収録されているが、すでに発売されている「お前しかいねぇ 遊turing RED RICE(from湘南乃風)」（2015年12月2日発売）は収録されていない。
それまでの作品と同じく、遊助がアーティストと「遊turing」した楽曲が収録されている。

## 収録内容

### 初回生産限定盤A
CD
1. 宴 [4:09]
作詞：遊助、作曲：SoichiroK/Nozomu.S/N.O.B.B/遊助、編曲：Soulife/N.O.B.B
2. Take me out to the ball game〜あの・・一緒に観に行きたいっス。お願いします!〜 [3:47]
作詞：遊助/アルベルト・ヴォン・ティルツァー/ジャック・ノーワース、作曲：遊助/橋本幸太/アルベルト・ヴォン・ティルツァー/ジャック・ノーワース
3. 鼻毛祭りのDooon踊り [3:33]
作詞：遊助、作曲：N.O.B.B/遊助、編曲：木村有希
4. History Ⅳ [5:09]
作詞：遊助、作曲・編曲：HINATAspring
5. My Pace 遊turing PES ,マイコ [4:32]
作詞：遊助/PES/マイコ、作曲：PES/遊助/マイコ、編曲：PES
6. きみ [5:18]
作詞：遊助、作曲：岩見直明、編曲：津波幸平
7. 間違いなんてない 遊turing RYO the SKYWALKER [3:26]
作詞：遊助/RYO the SKYWALKER、作曲：N.O.B.B/遊助/RYO the SKYWALKER、編曲：N.O.B.B
8. SURVIVOR [2:55]
作詞：遊助、作曲：N.O.B.B/遊助、編曲：N.O.B.B
9. 一雫 [5:44]
作詞：遊助、作曲・編曲：大島こうすけ
10. あの人との春夏秋冬 [4:02]
作詞：遊助、作曲：Akira Sunset/遠藤ナオキ/遊助、編曲：Akira Sunset/遠藤ナオキ
11. You are so beautiful 遊turing Miss Monday [5:56]
作詞：遊助/Miss Monday、作曲：DJ CONTROLER/WolfJunk/U.M.E.D.Y.
12. Sunshine [4:29]
作詞：遊助、作曲：Soulife/遊助、編曲：Soulife
13. チャンピオン [4:20]
作詞：遊助、作曲・編曲：koshin、コーラスアレンジ：Soulife
14. START [5:05]
作詞：遊助、作曲：N.O.B.B/遊助、編曲：N.O.B.B/My-Key
15. サヨナラマタナ [5:31]
作詞：遊助、作曲：CHI-MEY、編曲：CHI-MEY/大久保友裕

DVD
1. イタリアンバル 遊助 〜琴奨菊編〜
2. イタリアンバル 遊助 〜DJ N.O.B.B編〜

### 初回生産限定盤B
CD
1. 宴
2. Take me out to the ball game〜あの・・一緒に観に行きたいっス。お願いします!〜
3. 鼻毛祭りのDooon踊り
4. History Ⅳ
5. My Pace 遊turing PES ,マイコ
6. きみ
7. 間違いなんてない 遊turing RYO the SKYWALKER
8. SURVIVOR
9. 一雫
10. 青の糸 [4:56]
作詞：遊助、作曲：星野純一/遊助、編曲：星野純一
11. You are so beautiful 遊turing Miss Monday
12. Sunshine
13. チャンピオン
14. START
15. サヨナラマタナ

DVD
1. 鼻毛祭りのDooon踊り -Music Video-
2. 鼻毛祭りのDooon踊り -Music Video Making-
3. 青の糸 -Music Video-
4. 青の糸 -Music Video Making-

### 通常盤
CD
1. 宴
2. Take me out to the ball game〜あの・・一緒に観に行きたいっス。お願いします!〜
3. 鼻毛祭りのDooon踊り
4. History Ⅳ
5. My Pace 遊turing PES ,マイコ
6. きみ
7. 間違いなんてない 遊turing RYO the SKYWALKER
8. SURVIVOR
9. 一雫
10. Dragon [4:17]
作詞：遊助、作曲・編曲：原田篤
11. You are so beautiful 遊turing Miss Monday
12. Sunshine
13. チャンピオン
14. START
15. サヨナラマタナ
16. がぶり街道